# Sør-Arnøy
Sør-Arnøy (eller Sørarnøy) är ett fiskeläge och en tidigare tätort i Gildeskåls kommun i Nordland fylke i norra Norge. Orten ligger vid fylkesväg 7446, på östra sidan av ön Sør-Arnøya.
Sedan 2008 räknas orten inte längre som en tätort.